# Hippothoa flagellum
Hippothoa flagellum är en mossdjursart som beskrevs av Manzoni 1870. Hippothoa flagellum ingår i släktet Hippothoa och familjen Hippothoidae. Arten är reproducerande i Sverige. Inga underarter finns listade i Catalogue of Life.